# 波多黎各 (桌游)

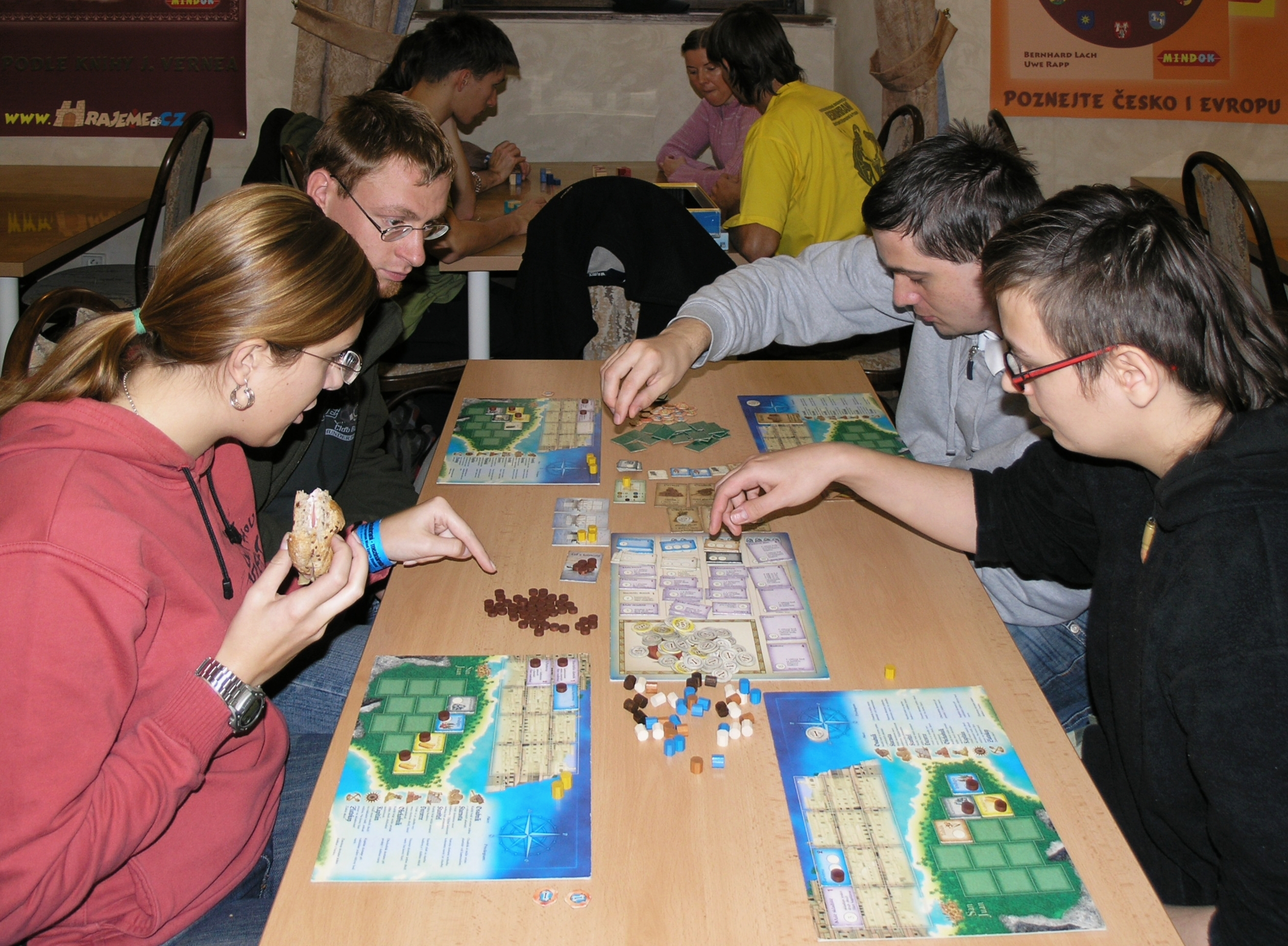
一群人正在遊玩波多黎各

波多黎各是一款德式桌游，设计者是来自德国的 Andreas Seyfarth，发布于 2002 年。霸占了 BoardGameGeek 榜首 5 年，直到 Agricola 的出现。
该游戏支持 2 - 5 名玩家，2 人玩法拥有特殊规则。游戏背景为大航海时代的波多黎各岛，玩家扮演岛上的殖民者，通过城市化岛屿以及为自己的家园带回更多的货物获得胜利点数来赢得游戏胜利。

## 游戏组件[1]
个人游戏板（5）：每个玩家拥有一张，面板上标有 12 个岛屿区域，12 个城市区域，以及角色说明；

总督卡（1）：起始玩家标识物，标识某个玩家为起始玩家；

角色卡（8）：殖民者 1 张、市长 1 张、建筑师 1 张、工匠 1 张、商人 1 张、船长 1 张、淘金者 2 张；

公共供应堆面板（1）：用于放置公共建筑及金钱；

杜布隆金币（54）：金币标识物，46 个一单位，8 个五单位；

岛屿卡（58）：8 个采石场，50 个种植园（8 个咖啡园，9 个烟草园，10 个玉米园，11 个甘蔗园， 12 个湛蓝灌木）；

殖民船（1）：用于搭载新的殖民者来到新大陆；

殖民标识物（100）：用于标识殖民者；

交易所（1）：用于进行货物交易；

货物标识物（50）：9 个咖啡，9 个烟草，10 个玉米，11 个蔗糖，11 个染料；

运货船（5）：将货物送回家园；

计分标识物（50）：32 个 1 分，18 个 5 分；

## 游戏流程[1]
游戏可进行多轮，触发游戏结束条件的一轮为最后一轮。游戏中的每轮包含 6 个可选阶段，进行哪个阶段由选择对应角色的玩家触发，所以并不是每轮都会执行 6 个阶段，而且每轮进行的阶段顺序也不尽相同。
由持有总督牌的玩家首先开始选择角色，并触发角色对应的阶段，每位玩家执行或选择跳过该阶段的行动

## 角色及游戏阶段[1]

### 拓荒者
拥有选择采石场的特权。殖民者触发开荒阶段，此阶段每位玩家抽取一张种植园卡。当玩家选择了该角色，可以选择一张采石场卡牌来代替抽取一张种植园卡。其他玩家在本阶段依次抽取一张种植园卡。

生产阶段规则

特殊情况

1. 如果没有供应堆没有足够的种植园卡，将弃牌堆的种植园卡洗好后作为新的牌堆。如果依然没有足够的种植园卡，则玩家无法获得新的种植园卡。

### 市长
拥有额外获得一个殖民者的特权。市长触发市长阶段，此阶段每位玩家轮流获得殖民船上的殖民者。

市长阶段规则

特殊情况

### 建筑师
拥有建筑花费 -1 的特权。建筑师触发建设阶段，此阶段每位玩家可以修建一座建筑物。

建筑师阶段规则

特殊情况

### 生产者
拥有额外获得一个货物的特权，该货物必须是该玩家本轮生产阶段可生产的货物。工匠触发生产阶段，此阶段每位玩家可按个人游戏板的生产建筑数量产出相应的货物

生产阶段规则

特殊情况

### 商人
拥有首先出售货物，并且出售价格为交易所上面标注的价格 +1 的特权。商人触发交易阶段，此阶段每位玩家允许且至多向交易所出售一个货物。

交易阶段规则

特殊情况

### 船长
拥有多获得一个胜利点数的特权。船长触发运输阶段，此阶段每位玩家通过向运输船上装货来换取胜利点数。

运输阶段规则

特殊情况